# Pedro de Toledo (kommun)
Pedro de Toledo är en kommun i Brasilien.   Den ligger i delstaten São Paulo, i den sydöstra delen av landet, 900 km söder om huvudstaden Brasília. Antalet invånare är 10 213.
Följande samhällen finns i Pedro de Toledo:
- Pedro de Toledo

I omgivningarna runt Pedro de Toledo växer i huvudsak städsegrön lövskog. Runt Pedro de Toledo är det ganska glesbefolkat, med 43 invånare per kvadratkilometer.